# Bellardiochloa
Bellardiochloa es un género de plantas herbáceas perteneciente a la familia de las poáceas. Es originario del sur de Europa y de Asia occidental. 

## Taxonomía
El género fue descrito por Emilio Chiovenda y publicado en Stud. Veg. Piemonte 60. 1929. La especie tipo es: Bellardiochloa violacea (Bellardi) Chiov.
Etimología
Bellardiochloa: nombre genérico que fue otorgado en honor del botánico de Piamonte, Carlo Antonio Lodovico Bellardi.
Citología
El número cromosómico básico del género es x = 7, con números cromosómicos somáticos de 2n = 14 . 2 ploide. Cromosomas relativamente «grandes».

## Especies
- Bellardiochloa argaea (Boiss. & Balansa) R.R.Mill 1985
- Bellardiochloa carica 	R.R. Mill 1985
- Bellardiochloa polychroa (Trautv.) Roshev.	1934
- Bellardiochloa variegata (Lam.) 	1983
- Bellardiochloa violacea (Bellardi) Chiov.